# Chojrak (Dmítriyevski, Koshejabl, Adiguesia)
Chojrak (del ruso: Чёхрак) es un pueblo posiólok del raión de Koshejabl en la república de Adiguesia de Rusia. Está situado 11.2 km al noroeste de Koshejabl y 43 al nordeste de Maikop, la capital de la república. Tenía 504 habitantes en 2010
Pertenece al municipio Dmítriyevskoye.